# Кнаусгор, Карл Уве
Карл Уве Кнаусгор (норв. Karl Ove Knausgård; род. 6 декабря 1968, Осло) — норвежский писатель, известный шестью автобиографическими романами под названием «Моя борьба» (норв. Min Kamp).

## Биография
Родился в Осло, рос на острове Тромёй (норв. Tromøy), крупнейшем острове Южной Норвегии, и в Кристиансанне. В 1999—2002 был одним из редакторов норвежского литературного журнала «Вагант», основанного в 1988. Для этого журнала он написал статьи об американском писателе-постмодернисте Доне Делилло и о «Божественной комедии» Данте, а также подготовил интервью с норвежскими писателями Руне Кристиансеном (Rune Christiansen) и Туре Эриком Лундом. В 2010 году Кнаусгор основал небольшое издательство «Пеликан» (Pelikanen).

### Литературная карьера
Дебютировал в 1999 году романом «Прочь от мира», который получил Премию ассоциации норвежских критиков, это стало первым случаем в истории премии, когда награду получил дебютный роман. Авторитетный норвежский филолог и критик Эйстен Роттем усматривал в романе влияние Кнута Гамсуна, «Лолиты» Набокова и норвежского писателя Ангнара Мюкела.
Второй роман «Всему своё время» (En tid for alt, 2004), его герой-рассказчик решает написать книгу об истории ангелов, его главный источник — трактат об ангелах, принадлежащий итальянскому теологу XVI века, который, когда был молод, встретил пару ангелов. Название книги на норвежском (и в переводе на британский английский) содержит отсылку к Экклезиасту (3:1): «Всему (своё) время, и (свой) срок всякой вещи под небесами: Время рождаться и время умирать». Критик Guardian Салли Викерс отмечала, что Кнаусгор хорош в описаниях природы, воссоздании атмосферы, а историко-социологические и теологические экзерсисы становятся слишком частыми и навязчивыми, они отвлекают и затянуты".

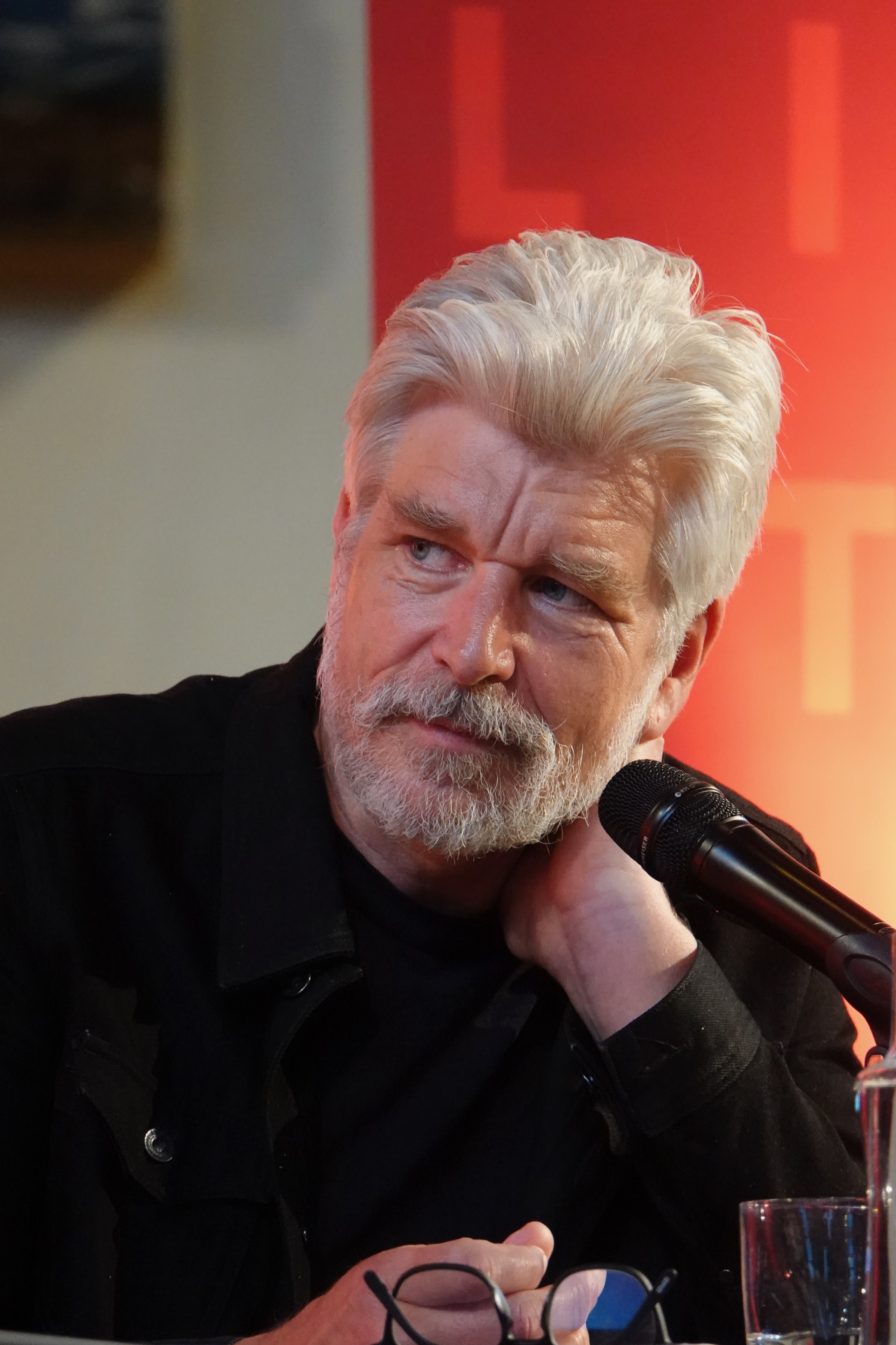
Кнаусгор в Мюнхене в 2024 году

### «Моя борьба»
Цикл из шести автобиографических романов, опубликованных с 2009 по 2011 год, состоит из более 3500 страниц. Цикл вызвал споры, главным образом, потому что название повторяет название книги Гитлера «Моя борьба», и частично потому, что автор заходит слишком далеко в описаниях частной жизни своих друзей и семьи, в том числе, бабки и бывшей жены. Книги эти, тем не менее, были хорошо встречены критикой, особенно первые два тома. В стране с населением менее 5 миллионов человек «Моя борьба» разошлась тиражом более 450 000 экземпляров. «Моя борьба» была переведена на несколько языков, в том числе, на датский, шведский, английский, русский.

## Личная жизнь
Женат третьим браком на Михаль Шавит, директоре лондонского издательства Jonathan Cape, до этого работала редакционным директором Harvill Secker, где редактировала и публиковала романы Кнаусгора. У Шавит и Кнаусгора один ребёнок, они живут вместе в Блэкхите, вместе со своими детьми от предыдущих браков.